# Brothers: A Tale of Two Sons
Brothers: A Tale of Two Sons é um jogo eletrônico de aventura desenvolvido pela Starbreeze Studios e publicado pela 505 Games para Xbox 360, Microsoft Windows, PlayStation 3, PlayStation 4, Xbox One, iOS, Android e Windows Phone.

## Jogabilidade
Brothers é apresentado a partir de uma visão de terceira pessoa com vista para os dois irmãos. Os irmãos são movidos individualmente pelas duas alavanca analógica do gamepad. Os gatilhos superiores também fazem com que o irmão respectivo interaja com o mundo do jogo, como falar com um personagem que não é jogador ou agarrando uma borda ou um objeto. O irmão mais velho é o mais forte dos dois e pode puxar alavancas ou levantar seu irmão mais novo para espaços mais altos, enquanto o mais jovem pode passar entre barras estreitas. O jogador progride manipulando os dois irmãos ao mesmo tempo para completar vários enigmas, muitas vezes exigindo que o jogador manipule ambos os irmãos para executar diferentes funções (como distrair um personagem não jogável hostil enquanto o outro se aproxima). Qualquer irmão deve cair de uma grande altura ou se machucar, o jogo reinicia em um ponto de controle recente. Todo o diálogo no jogo é falado em uma ficção baseada em árabe libanês, assim a história é transmitida através de ações, gestos e expressões.

## Desenvolvimento
Brothers: A Tale of Two Sons, anteriormente conhecido como P13, foi desenvolvido pela Starbreeze Studios e foi o primeiro jogo a partir da parceria editorial com 505 Games. O jogo usa o Unreal Engine 3, e foi desenvolvido em colaboração com o cineasta Josef Fares.
Em 16 de janeiro de 2015, foi relatado que a Starbreeze vendeu propriedade intelectual de Brothers para a 505 Games por US$ 500.000.

## Recepção
Brothers: A Tale of Two Sons recebeu aclamação da crítica. Agregando sites de revisão, GameRankings e Metacritic deram a versão do Microsoft Windows 92.14% baseada em 7 avaliações e 90/100 com base em 9 avaliações, a versão Xbox One recebeu 88,33% baseada em 3 comentários e 81/100 com base em 6 avaliações, a versão do Xbox 360 recebeu 85,49% baseado em 38 comentários e 86/100 baseado em 56 avaliações, a versão do PlayStation 3 recebeu 83.80% baseada em 10 avaliações e 85/100 com base em 15 comentários e a versão do PlayStation 4 recebeu 79.40% com base em 5 avaliações e 81/100 com base em 10 avaliações.